# Riesenklettermaus
Die Riesenklettermaus (Megadendromus nikolausi) ist ein seltenes Nagetier aus der Unterfamilie Baummäuse. Sie wird als einzige Art der Gattung Megadendromus zugeordnet. Es sind nur wenige Exemplaren aus dem äthiopischen Hochland bekannt. Neue Analysen zeigen jedoch, dass sie in die Gattung der Afrikanischen Klettermäuse (Dendromus) gestellt werden muss.

## Beschreibung
Mit einer Kopf-Rumpf-Länge von 97,6 bis 129 mm, einer Schwanzlänge von 86,4 bis 106 mm und einem Gewicht von 40 bis 66 g ist die Riesenklettermaus, trotz ihres Namens, nicht größer, doch deutlich schwerer als andere Baummäuse. Auf der Oberseite hat das Fell eine braune Farbe und ein schwarzer Aalstrich ist vorhanden. Der Strich setzt sich auf dem ansonsten hellgrauen Schwanz fort. Die Unterseite ist hellbraun bis graubraun. An den Wangen und Schultern gibt es rötliche Schattierungen. Dunkle Stellen um die Augen erinnern an eine Brille.

## Verbreitung
Bisher wurden nur wenige Exemplare gefangen. Darüber hinaus lassen Überreste der Riesenklettermaus aus dem Gewölle von Eulen auf ihr Verbreitungsgebiet schließen. Die Art lebt im Hochland von Äthiopien in Gebüschflächen auf etwa 3300 Metern Meereshöhe. Die Lokalität, von der das Typusexemplar stammt, liegt im Bale-Mountains-Nationalpark südlich der Stadt Goba. Eine andere Fundstelle, die jedoch nicht unter Naturschutz steht, liegt auf dem Mount Badda.
Die Riesenklettermaus ist nachtaktiv und klettert vermutlich seltener im Gebüsch als ihre nahen Verwandten. Aufgrund des geringen Kenntnisstandes wird die Art von der Weltnaturschutzunion (IUCN) mit „zu wenig Daten“ (Data Deficient) gelistet.